# ایستگاه استادیوم–چایناتاون
ایستگاه استادیوم–چایناتاون (انگلیسی: Stadium–Chinatown station) یک ایستگاه مرتفع متعلق به خط اکسپو (اسکای‌ترین)، اسکای‌ترین (ونکوور) مترو ونکوور، بریتیش کلمبیا، کانادا، در ورودی شرقی تونل دانسمور است. این یکی از چهار ایستگاه در خط اکسپو است که به مرکز شهر ونکوور خدمات می‌دهد.